# Hans Gerd Rötzer
Hans Gerd Rötzer (* 1933) ist ein deutscher Literaturwissenschaftler und Sachbuch-Autor.

## Leben
Hans Gerd Rötzer studierte Germanistik, Altphilologie und Spanisch. 1961 promovierte er über das Thema Reinhard Johannes Sorge – Theorie und Dichtung. Von 1961 bis 1964 war er Studienrat in Bayern, von 1965 bis 1966 Lektor für deutsche Sprache und Literatur an der Universidad de Navarra und von 1967 bis 1971 Mitarbeiter am Institut für Komparatistik  an der TU Darmstadt. Dort habilitierte er sich 1971 für das Fach Komparatistik mit einer Arbeit über die europäische Pikareske. 1972 erhielt er einen Ruf an den Fachbereich Germanistik der Justus-Liebig-Universität Gießen. 1973/1974 und 1989/1990 war er Dekan des Fachbereichs Germanistik. Er war zu mehreren Gastprofessuren in Spanien, Lateinamerika und den USA eingeladen. 1998 wurde er emeritiert.
Neben seinen wissenschaftlichen Publikationen war er bemüht, Ergebnisse der Sprach- und Literaturwissenschaft auch für den Laien in Handbüchern und Lehrwerken verständlich und lesbar zu gestalten.

## Publikationen (Auswahl)
- (Hg.) Reinhard Johannes Sorge: Werke in drei Bänden (1962 / 1967)
- Wege der Spanischen Literatur (1969)
- Picaro – Landstörtzer – Simplicius. Studien zum niederen Roman in Spanien und Deutschland (1972)
- Der Roman des Barock (1972)
- (Hg.) Begriffsbestimmung des literarischen Expressionismus (1976)
- Traditionalität und Modernität in der europäischen Literatur – Ein Überblick vom Attizismus-Asianismus-Streit bis zur "Querelle des Anciens et des Modernes" (1979)
- (Hg.)Europäische Lehrdichtung (mit Herbert Walz) (1981)
- Geschichte der deutschen Literatur (1982 ff.)
- Der europäische Schelmenroman (2009)
- Historia de la literatura en lengua alemana (mit Marisa Siguan) (2012 ff.)